# Informatyka medyczna

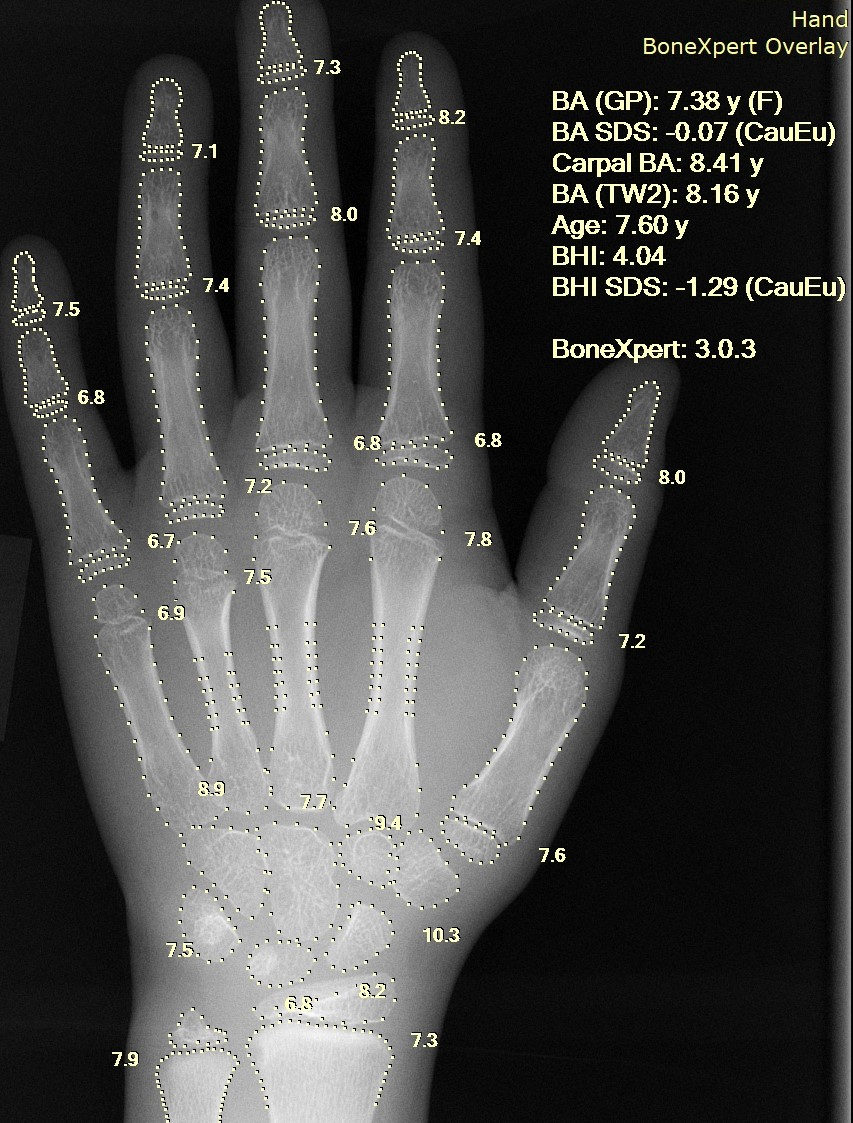
Rentgen ręki z automatycznie obliczonym wiekiem kostnym przez oprogramowanie

Informatyka medyczna – dział informatyki oraz inżynierii biomedycznej zajmujący się komputerowym wspomaganiem diagnostyki medycznej i terapii pacjentów (również profilaktyki i rehabilitacji), metodami tworzenia i obsługiwania systemów informatycznych do wspomagania zarządzania podmiotami systemu opieki zdrowotnej oraz zbieraniem, przetwarzaniem i udostępnianiem danych o pacjentach.
Wiedzę w zakresie tej dziedziny można uzyskać kształcąc się w szkole ponadpodstawowej w zawodzie technika elektroniki i informatyki medycznej oraz w ramach studiów wyższych na kierunkach technicznych (np. inżynieria biomedyczna, informatyka) poprzez wybór specjalizacji w tym zakresie.

## Zagadnienia informatyki medycznej

### Systemy informatyczne wspomagające administrację jednostek ochrony zdrowia

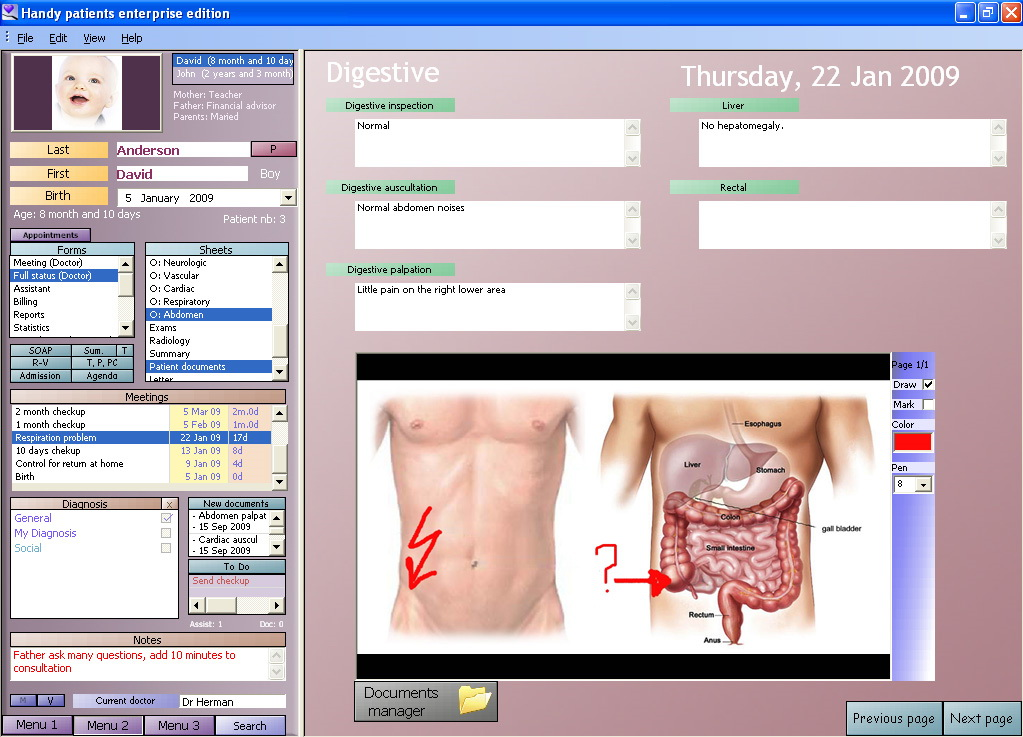
Przykładowy widok Elektronicznej Dokumentacji Medycznej

Systemy te są stosowane m.in. w celu komputerowej rejestracji pacjentów, zarządzania wykorzystaniem zasobów laboratoryjnych i diagnostycznych, a także zaopatrzenia jednostek ochrony zdrowia w leki oraz w urządzenia i materiały medyczne. Oprócz tego są one stosowane w celach takich jak ewidencja środków trwałych i nietrwałych jednostki ochrony zdrowia, a także zagadnienia kadrowo-płacowe kadry medycznej i pomocniczej. Pełnią one funkcję centralną w systemie informatyki medycznej

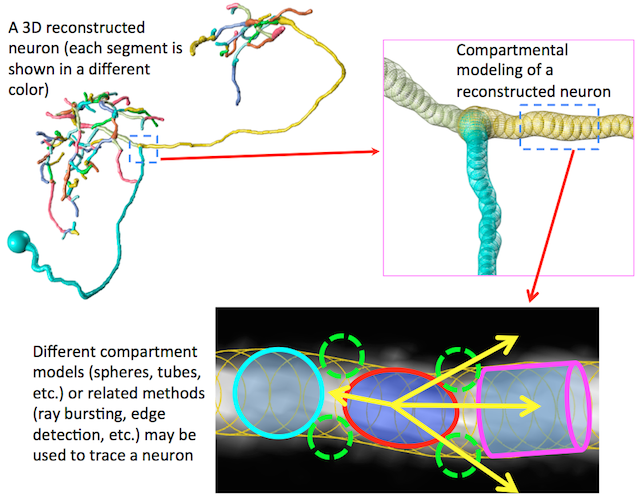
Ilustracja ukazująca cyfrowe śledzenie morfologii neuronu

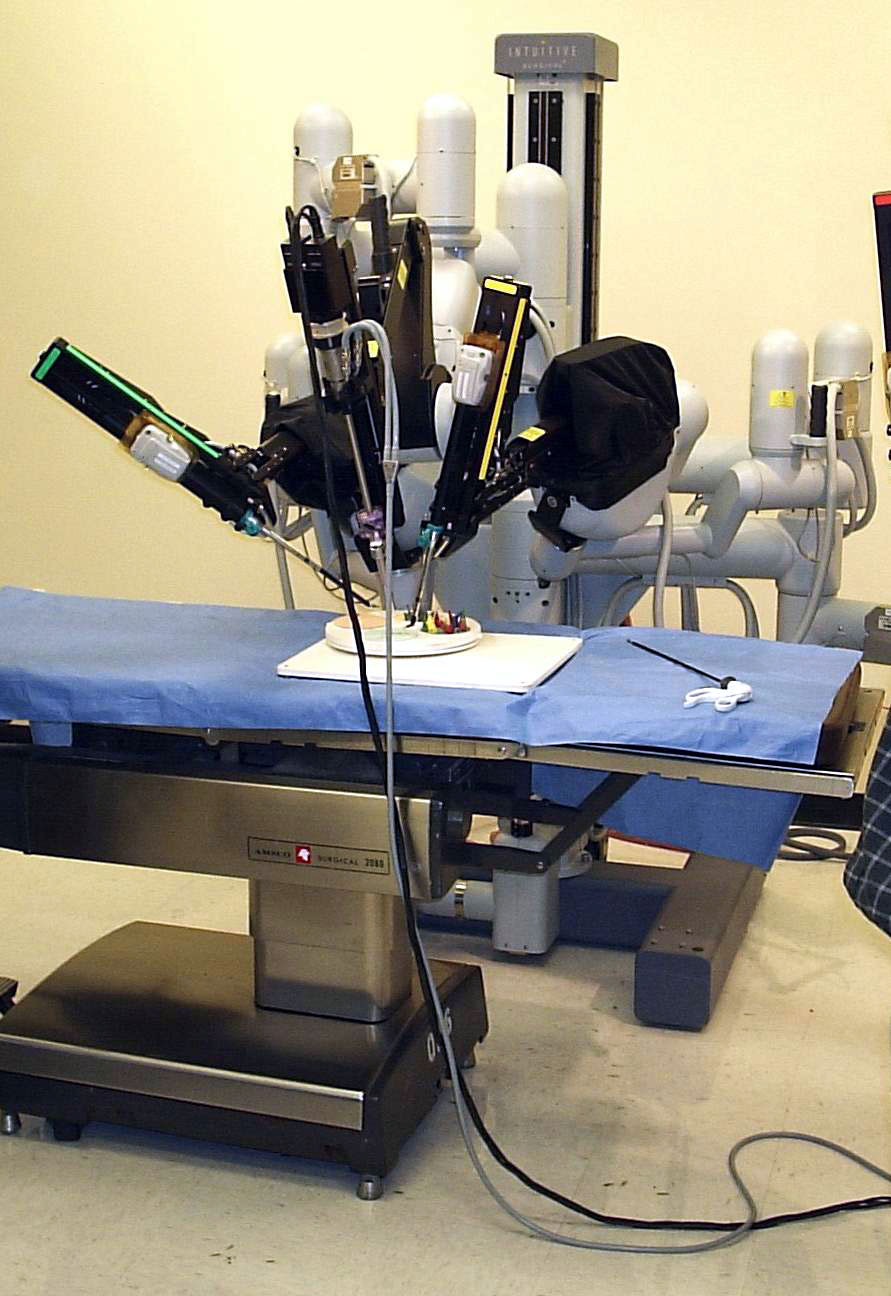
Laparoskopowa robotyczna maszyna chirurgiczna wykorzystywana m.in. do prostatektomii, kardiochirurgii i operacji ginekologicznych

Zależność między rozprzestrzenianiem się pobudzenia w sercu a wykresem EKG

System informatyczny wspomagający administrację szpitala nazywany jest HIS (ang. Hospital Information System). System ten jest dzielony na część kliniczną (obejmującą m.in. systemy diagnostyczne EKG i RTG) oraz część administracyjną (obejmującą m.in. szpitalną kuchnię, pralnię, aptekę oraz dział rozliczeń), w polskich warunkach utrzymującą ścisły związek z Narodowym Funduszem Zdrowia, będącym jej głównym płatnikiem

### Medyczne bazy danych
Medyczne bazy danych gromadzą ogólnoewidencyjne oraz specjalistyczne dane o pacjentach. Zastępują one tradycyjną kartotekę medyczną i usprawniają dostęp do informacji medycznej. Pod względem sprzętu i oprogramowania medyczne bazy danych nie różnią się w znacznym stopniu od baz danych stosowanych w innych celach, jednak posiadają pewne cechy szczególne m.in. multimedialny charakter (oprócz wartości tekstowych i liczbowych, pola rekordów bazy danych zawierają wyniki badań w postaci obrazów i sygnałów), a także dostępność danych, charakteryzujących się różnym źródłem, w formie jednego zasobu. Ponadto z medycznymi bazami danych związane są szczególne wymagania związane z ochroną danych osobowych i tajemnicy lekarskiej. Bazy danych mają zwykle bezpośredni związek z systemami wspomagającymi administrację szpitala oraz specjalistycznymi systemami przetwarzającymi sygnały medyczne i systemami związanymi z obrazowaniem medycznym.
Innym rodzajem medycznych baz danych są bazy danych bibliograficznych, ułatwiające lekarzom wykonywanie zadań związanych z przestrzeganiem zasad medycyny opartej na dowodach oraz pracą naukową, gromadzące publikacje naukowe. Jedną z największych medycznych baz danych bibliograficznych jest m.in. „Medline”.
Od 1 stycznia 2019 roku w Polsce istnieje obowiązek prowadzenia dokumentacji medycznej w standaryzowanej postaci elektronicznej.

### Komputerowa rejestracja, przetwarzanie i analiza sygnałów medycznych
Sygnały biomedyczne są źródłami informacji niezbędnych do trafnej diagnozy patologii. Praca diagnosty jest wspierana przez systemy komputerowe zapewniające akwizycję oraz analizę sygnałów medycznych. Sygnałami mającymi najszersze zastosowanie w badaniach medycznych są sygnały w których zmienną jest czas, a także obrazy. Sygnały medyczne mogą być pozyskiwane w sposób ciągły (np. w ramach monitorowania pacjenta) oraz w ramach jednorazowego badania. Stosowane w medycynie urządzenia umożliwiają akwizycję sygnałów medycznych (głównie biopotencjałów – napięć elektrycznych powstających w wyniku przepływów jonowych, będących podstawą przekazywania bodźców, w komórkach) za pomocą czujników pomiarowych. W celu poddania sygnału przetwarzaniu oraz analizie, konieczna jest zamiana sygnału analogowego na sygnał cyfrowy za pomocą przetwornika analogowo-cyfrowego. Sygnały mogą być następnie filtrowane (odszumiane), wzmacniane, analizowane, archiwizowane i udostępniane. Mogą być w nich rozpoznawane wzorce oraz mogą być wykorzystywane do alarmowania.
Systemy informatyki medycznej rejestrują m.in. takie sygnały jak EKG (napięcia zbierane na powierzchni ciała, pochodzące od pobudzonych komórek mięśnia sercowego), EEG (rejestrowane zmiany potencjału elektrycznego na powierzchni czaszki, odzwierciedlające pracę mózgu), czy EMG (będące wynikiem elektrycznej aktywności mięśni podczas skurczu).
Standardami zapisu i przesyłu sygnałów medycznych są m.in. SCP-ECG (ang. Standard Communicatoion Protocol for Electrocardiography) i MFER (ang. Medical Waveform Format Encoding Rules).

### Komputerowe wspomaganie obrazowania medycznego
Komputerowe wspomaganie obrazowania medycznego jest stosowane w celu wzmocnienia i maksymalnego wykorzystania ludzkich zdolności do rozwiązywania problemów związanych z interpretacją obrazów medycznych. Systemy informatyki medycznej określane jako RIS (Radiological Information System) oraz PACS (Picture Archiving and Communication System) służą gromadzeniu i udostępnianiu obrazów medycznych (m.in. zapewnieniu bezpieczeństwa składowania i udostępniania danych obrazowych oraz automatyzacji przesyłania obrazów pomiędzy urządzeniami diagnostycznymi, serwerami PACS i stacjami diagnostycznymi), a także przetwarzaniu obrazów w taki sposób by po odpowiednim działaniu komputera uzyskać obraz, który możemy uznać za lepszy (np. poprawienie ogólnej jakości obrazu, poprawienie percepcji obrazu, uwydatnienie cech obrazu użytecznych ze względu na analizę i interpretację), lub poprzez automatyczną analizę obrazu uzyskać sparametryzowane informacje jego temat, mogące podlegać dalszej wspomaganej komputerowo interpretacji. W tych celach wykorzystuje się metody sztucznej inteligencji, analizy danych, detekcji, przetwarzania i klasyfikacji informacji. Przetworzone informacje są udostępniane lekarzom oraz zapisywane w szpitalnej bazie danych.
Integracji medycznych urządzeń obrazujących, serwerów, stacji roboczych i innych elementów infrastruktury ośrodka medycznego służy zbiór standardów DICOM (Digital Imaging and Communications in Medicine) dotyczący przetwarzania, składowania i transmisji medycznych danych obrazowych. Standaryzacja ta obejmuje archiwizację, komunikację oraz integrację PACS w medycznych systemach informacyjnych.
Rozwijane są również systemy wizualizacji obrazowanego medycznego oparte na rzeczywistości rozszerzonej.

### Systemy wspomagania decyzji klinicznych
Systemy wspomagania decyzji klinicznych to systemy komputerowe, które na drodze analizy dużych ilości danych pacjentów mogą dostarczyć lekarzowi wskazania dotyczące decyzji klinicznych. Decyzje kliniczne mogą być wspomagane w sposób bezpośredni (systemowa sugestia decyzji diagnostycznej i terapeutycznej na bazie modeli decyzyjnych) oraz pośredni (dostarczenie dowodów, faktów i argumentów, wykorzystując dane historyczne oraz z dane z publikacji medycznych). Zaliczane są do nich m.in. systemy eksperckie, czyli programy składające się z bazy wiedzy (wszystkie wiadomości z dziedziny wiedzy, zapisane w sformalizowany i uporządkowany sposób), maszyny wnioskującej (część programu przetwarzająca dostępną wiedzy tak, aby uzyskać odpowiedzi na pytania zadane przez użytkownika systemu) oraz interfejsu użytkownika (mechanizm służący przekazywaniu pytań do systemu i uzyskiwaniu odpowiedzi).
Przykładem systemu pomocy w podejmowaniu decyzji klinicznych jest element zintegrowanego szpitalnego systemu informatycznego HELP, odpowiadający za przekazywanie powiadomień i alarmów o stanie zdrowia pacjenta, analizę procesów lub wyników laboratoryjnych, a także tworzenie diagnoz, proponowanie terapii, czy tworzenie klinicznych protokołów.

### Komputerowo wspomagana terapia

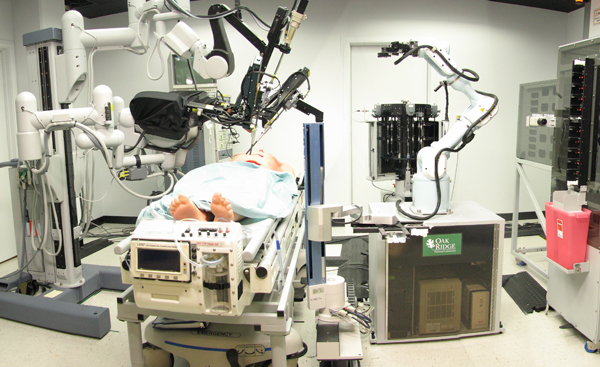
Robot chirurgiczny SRI-led Trauma Pod

Wspomaganie komputerowe jest wykorzystywane m.in. w leczeniu farmakologicznym oraz przy wykonywaniu zabiegów operacyjnych. Leczenie farmakologiczne może być wspierane przez systemy gromadzące dane o zaleceniach lekarzy oraz kontrolujące sumienność i terminowość ich realizacji, a także monitorujące efekty działania podawanych leków. Zabiegi operacyjne mogą być natomiast wspomagane przy zastosowaniu robotów medycznych, umożliwiających lekarzowi wykonywanie zabiegów przy pomocy konsoli sterującej.